# Аббьяти, Кристиан
Кристиан Аббьяти (итал. Christian Abbiati; род. 8 июля 1977, Аббиатеграссо, Ломбардия) — итальянский футболист, вратарь. На высшем уровне выступал с 1998 года за «Милан», «Ювентус», «Торино», «Атлетико Мадрид» и снова «Милан», в котором завершил свою игровую карьеру в 2016 году. Трёхкратный чемпион Италии и победитель Лиги Чемпионов 2002/03 в составе «Милана».

## Биография
Первый официальный матч Кристиан сыграл 30 декабря 1994 года. Это был матч чемпионата Италии среди команд серии С1 «Модена» — «Монца» 1:0. Следующий сезон 1995/96 Аббьяти провёл в любительском клубе «Боргозезия», где отыграл 27 матчей. Однако затем вернулся в «Монцу», где выступал до 1998 года. В 1998 году подписал контракт с «Миланом». Однако сыграть первый матч за «россонери» Кристиану удалось лишь 17 января 1999 года в последнем матче 1-го круга против «Перуджи», в котором «Милан» победил со счётом 2:1. Аббьяти вышел на замену на 90-й минуте после удаления Себастьяно Росси и пропустил гол с пенальти. После этого Кристиан сыграл все матчи второго круга, став «первым номером» Милана. В том сезоне «Милан» стал чемпионом Италии. До 2002 года был основным голкипером команды, но после прихода в команду бразильца Диды оказался на 3 сезона в качестве дублёра.
В 2000 году был основным вратарём сборной Италии на молодёжном чемпионате Европы и на Олимпийских играх. 30 апреля 2003 Аббьяти дебютировал в составе национальной сборной Италии в матче против сборной Швейцарии (2:1), но принимал участие только в товарищеских матчах.
В 2005 году «Милан» отдал Кристиана в аренду в «Ювентус», основной вратарь которого — Джанлуиджи Буффон получил травму. За «Юве» Аббьяти провёл 19 игр в чемпионате Италии и 6 матчей в Лиге чемпионов. На следующий год Кристиан остался в Турине, но уже в «Торино». 27 июня 2007 года, принадлежащий «Милану» Аббьяти был арендован испанским клубом «Атлетико Мадрид». В начале сезона Кристиан был дублёром Лео Франко, но затем вытеснил его из основы.
Аббьяти вернулся в «Милан» летом 2008 года, и, спустя 6 лет, вновь стал основным вратарём. Однако, в марте 2009 года получил серьёзную травму колена и выбыл до конца сезона 2008/09. Место в основе вновь отошло к Нельсону Диде, который сохранял его вплоть до завершения европейского отрезка карьеры в 2010 году. С сезона 2010/11 по сезон 2013/14 Аббьяти — в третий раз основной вратарь «Милана», его игра помогла команде выиграть Серию А в 2011 году. В сезоне 2014/15 уступил место в основе сначала Диего Лопесу, а затем 16-летнему Джанлуиджи Доннарумме.
Летом 2016 года объявил о завершении карьеры игрока. 14 июня 2017 года назначен клубным менеджером «Милана». Летом 2018 решил оставить свой пост.

## Достижения
Командные
«Милан»
- Чемпион Италии: 1998/99, 2003/04, 2010/11
- Обладатель Кубка Италии: 2002/03
- Обладатель Суперкубка Италии: 2004, 2011
- Победитель Лиги чемпионов: 2002/03
- Обладатель Суперкубка Европы: 2003

«Ювентус»
- Чемпион Италии: 2005/06 (лишён титула из-за скандала с договорными матчами.)

Сборная Италии (до 21)
- Победитель молодёжного чемпионата Европы: 2000

Личные
- Кавалер ордена За заслуги перед Итальянской Республикой (2000).

## Статистика выступлений

### Клубная
| Клуб             | Сезон            | Чемпионат | Чемпионат | Кубок | Кубок | Еврокубки | Еврокубки | Всего | Всего |
| Клуб             | Сезон            | Игры      | ГП        | Игры  | ГП    | Игры      | ГП        | Игры  | ГП    |
| ---------------- | ---------------- | --------- | --------- | ----- | ----- | --------- | --------- | ----- | ----- |
| Монца            | 1994/95          | 1         | 1         | -     | -     | -         | -         | 1     | 1     |
| Боргосесиа       | 1995/96          | 29        | 27        | -     | -     | -         | -         | 29    | 27    |
| Монца            | 1996/97          | 25        | 17        | -     | -     | -         | -         | 25    | 17    |
| Монца            | 1997/98          | 26        | 41        | 2     | 2     | -         | -         | 28    | 43    |
| Милан            | 1998/99          | 18        | 15        | -     | -     | -         | -         | 18    | 15    |
| Милан            | 1999/00          | 29        | 33        | -     | -     | 6         | 7         | 35    | 40    |
| Милан            | 2000/01          | 21        | 31        | 4     | 8     | 7         | 8         | 32    | 47    |
| Милан            | 2001/02          | 34        | 33        | 1     | 0     | 11        | 8         | 46    | 41    |
| Милан            | 2002/03          | 3         | 3         | 8     | 8     | 6         | 9         | 17    | 20    |
| Милан            | 2003/04          | 2         | 4         | 51    | 72    | 1         | 2         | 8     | 13    |
| Милан            | 2004/05          | 3         | 5         | 4     | 7     | 1         | 0         | 8     | 12    |
| Ювентус          | 2005/06          | 19        | 9         | 2     | 3     | 6         | 5         | 27    | 17    |
| Торино           | 2006/07          | 36        | 42        | 2     | 2     | -         | -         | 38    | 44    |
| Атлетико Мадрид  | 2007/08          | 21        | 28        | -     | -     | 9         | 6         | 30    | 34    |
| Милан            | 2008/09          | 28        | 27        | -     | -     | -         | -         | 28    | 27    |
| Милан            | 2009/10          | 9         | 5         | 1     | 1     | 1         | 4         | 11    | 10    |
| Милан            | 2010/11          | 35        | 19        | 1     | 2     | 6         | 3         | 42    | 24    |
| Милан            | 2011/12          | 31        | 26        | 13    | 14    | 9         | 12        | 41    | 39    |
| Милан            | 2012/13          | 28        | 22        | 1     | 0     | 7         | 9         | 36    | 31    |
| Милан            | 2013/14          | 28        | 31        | -     | -     | 2         | 1         | 4     | 4     |
| Всего за Милан   | Всего за Милан   | 269       | 253       | 24    | 32    | 57        | 63        | 326   | 323   |
| Всего за карьеру | Всего за карьеру | 426       | 30        | 39    | 72    | 74        | 504       | 506   |       |

### В сборной
| Матчи и пропущенные голы Кристиана Аббьяти за сборную Италии | Матчи и пропущенные голы Кристиана Аббьяти за сборную Италии | Матчи и пропущенные голы Кристиана Аббьяти за сборную Италии | Матчи и пропущенные голы Кристиана Аббьяти за сборную Италии | Матчи и пропущенные голы Кристиана Аббьяти за сборную Италии | Матчи и пропущенные голы Кристиана Аббьяти за сборную Италии | Матчи и пропущенные голы Кристиана Аббьяти за сборную Италии |
| №                                                            | Дата                                                         | Место проведения                                             | Соперник                                                     | Счёт                                                         | Пропущенные голы                                             | Турнир                                                       |
| ------------------------------------------------------------ | ------------------------------------------------------------ | ------------------------------------------------------------ | ------------------------------------------------------------ | ------------------------------------------------------------ | ------------------------------------------------------------ | ------------------------------------------------------------ |
| 1                                                            | 30 апреля 2003                                               | Женева                                                       | Швейцария                                                    | 2:1                                                          | 1                                                            | Товарищеский матч                                            |
| 2                                                            | 16 ноября 2003                                               | Анкона                                                       | Румыния                                                      | 1:0                                                          | -                                                            | Товарищеский матч                                            |
| 3                                                            | 12 ноября 2005                                               | Амстердам                                                    | Нидерланды                                                   | 3:1                                                          | 1                                                            | Товарищеский матч                                            |
| 4                                                            | 16 ноября 2005                                               | Женева                                                       | Кот-д’Ивуар                                                  | 1:1                                                          | 1                                                            | Товарищеский матч                                            |

Итого: 4 матча / 3 пропущенных гола; 3 победы, 1 ничья.
| Матчи и пропущенные голы Кристиана Аббьяти за молодёжную сборную Италии | Матчи и пропущенные голы Кристиана Аббьяти за молодёжную сборную Италии | Матчи и пропущенные голы Кристиана Аббьяти за молодёжную сборную Италии | Матчи и пропущенные голы Кристиана Аббьяти за молодёжную сборную Италии | Матчи и пропущенные голы Кристиана Аббьяти за молодёжную сборную Италии | Матчи и пропущенные голы Кристиана Аббьяти за молодёжную сборную Италии | Матчи и пропущенные голы Кристиана Аббьяти за молодёжную сборную Италии |
| №                                                                       | Дата                                                                    | Место проведения                                                        | Соперник                                                                | Счёт                                                                    | Пропущенные голы                                                        | Турнир                                                                  |
| ----------------------------------------------------------------------- | ----------------------------------------------------------------------- | ----------------------------------------------------------------------- | ----------------------------------------------------------------------- | ----------------------------------------------------------------------- | ----------------------------------------------------------------------- | ----------------------------------------------------------------------- |
| 1                                                                       | 25 марта 1998                                                           | Мальта                                                                  | Мальта                                                                  | 1:0                                                                     | -                                                                       | Товарищеский матч                                                       |
| 2                                                                       | 17 ноября 1998                                                          | Беневенто                                                               | Испания                                                                 | 0:0                                                                     | -                                                                       | Товарищеский матч                                                       |
| 3                                                                       | 26 марта 1999                                                           | Оденсе                                                                  | Дания                                                                   | 2:1                                                                     | 1                                                                       | Отборочный матч к МЧЕ 2000                                              |
| 4                                                                       | 31 марта 1999                                                           | Джулианова                                                              | Беларусь                                                                | 4:1                                                                     | 1                                                                       | Отборочный матч к МЧЕ 2000                                              |
| 5                                                                       | 28 апреля 1999                                                          | Загреб                                                                  | Хорватия                                                                | 0:1                                                                     | 1                                                                       | Товарищеский матч                                                       |
| 6                                                                       | 4 июня 1999                                                             | Феррара                                                                 | Уэльс                                                                   | 6:2                                                                     | 2                                                                       | Отборочный матч к МЧЕ 2000                                              |
| 7                                                                       | 10 июня 1999                                                            | Женева                                                                  | Швейцария                                                               | 0:0                                                                     | -                                                                       | Отборочный матч к МЧЕ 2000                                              |
| 8                                                                       | 8 сентября 1999                                                         | Кава-де-Тиррени                                                         | Дания                                                                   | 3:1                                                                     | 1                                                                       | Отборочный матч к МЧЕ 2000                                              |
| 9                                                                       | 8 октября 1999                                                          | Борисов                                                                 | Беларусь                                                                | 2:1                                                                     | 1                                                                       | Отборочный матч к МЧЕ 2000                                              |
| 10                                                                      | 14 ноября 1999                                                          | Кретей                                                                  | Франция                                                                 | 1:1                                                                     | 1                                                                       | Отборочный матч к МЧЕ 2000                                              |
| 11                                                                      | 17 ноября 1999                                                          | Таранто                                                                 | Франция                                                                 | 2:1                                                                     | 1                                                                       | Отборочный матч к МЧЕ 2000                                              |
| 12                                                                      | 25 апреля 2000                                                          | Риети                                                                   | Чехия                                                                   | 2:0                                                                     | -                                                                       | Товарищеский матч                                                       |
| 13                                                                      | 27 мая 2000                                                             | Братислава                                                              | Англия                                                                  | 2:0                                                                     | -                                                                       | Молодёжный чемпионат Европы 2000                                        |
| 14                                                                      | 29 мая 2000                                                             | Братислава                                                              | Словакия                                                                | 1:1                                                                     | 1                                                                       | Молодёжный чемпионат Европы 2000                                        |
| 15                                                                      | 1 июня 2000                                                             | Братислава                                                              | Турция                                                                  | 3:1                                                                     | 1                                                                       | Молодёжный чемпионат Европы 2000                                        |
| 16                                                                      | 4 июня 2000                                                             | Братислава                                                              | Чехия                                                                   | 2:1                                                                     | 1                                                                       | Молодёжный чемпионат Европы 2000                                        |

Итого: 16 матчей / 12 пропущенных голов; 11 побед, 4 ничьих, 1 поражение.
| Матчи и пропущенные голы Кристиана Аббьяти за олимпийскую сборную Италии | Матчи и пропущенные голы Кристиана Аббьяти за олимпийскую сборную Италии | Матчи и пропущенные голы Кристиана Аббьяти за олимпийскую сборную Италии | Матчи и пропущенные голы Кристиана Аббьяти за олимпийскую сборную Италии | Матчи и пропущенные голы Кристиана Аббьяти за олимпийскую сборную Италии | Матчи и пропущенные голы Кристиана Аббьяти за олимпийскую сборную Италии | Матчи и пропущенные голы Кристиана Аббьяти за олимпийскую сборную Италии |
| №                                                                        | Дата                                                                     | Место проведения                                                         | Соперник                                                                 | Счёт                                                                     | Пропущенные голы                                                         | Турнир                                                                   |
| ------------------------------------------------------------------------ | ------------------------------------------------------------------------ | ------------------------------------------------------------------------ | ------------------------------------------------------------------------ | ------------------------------------------------------------------------ | ------------------------------------------------------------------------ | ------------------------------------------------------------------------ |
| 1                                                                        | 13 сентября 2000                                                         | Мельбурн                                                                 | Австралия                                                                | 1:0                                                                      | -                                                                        | Олимпиада 2000                                                           |
| 2                                                                        | 16 сентября 2000                                                         | Аделаида                                                                 | Гондурас                                                                 | 3:1                                                                      | 1                                                                        | Олимпиада 2000                                                           |
| 3                                                                        | 19 сентября 2000                                                         | Аделаида                                                                 | Нигерия                                                                  | 1:1                                                                      | 1                                                                        | Олимпиада 2000                                                           |
| 4                                                                        | 23 сентября 2000                                                         | Сидней                                                                   | Испания                                                                  | 0:1                                                                      | 1                                                                        | Олимпиада 2000                                                           |

Итого: 4 матча / 3 пропущенных гола; 2 победы, 1 ничья, 1 поражение.
| Сводная статистика матчей и пропущенных голов Кристиана Аббьяти за сборную Италии | Сводная статистика матчей и пропущенных голов Кристиана Аббьяти за сборную Италии | Сводная статистика матчей и пропущенных голов Кристиана Аббьяти за сборную Италии | Сводная статистика матчей и пропущенных голов Кристиана Аббьяти за сборную Италии | Сводная статистика матчей и пропущенных голов Кристиана Аббьяти за сборную Италии |
| Год                                                                               | Товарищеские матчи                                                                | Товарищеские матчи                                                                | Итого                                                                             | Итого                                                                             |
| Год                                                                               | Игры                                                                              | Голы                                                                              | Игры                                                                              | Голы                                                                              |
| --------------------------------------------------------------------------------- | --------------------------------------------------------------------------------- | --------------------------------------------------------------------------------- | --------------------------------------------------------------------------------- | --------------------------------------------------------------------------------- |
| 2003                                                                              | 2                                                                                 | -1                                                                                | 2                                                                                 | -1                                                                                |
| 2004                                                                              | 0                                                                                 | 0                                                                                 | 0                                                                                 | 0                                                                                 |
| 2005                                                                              | 2                                                                                 | -2                                                                                | 2                                                                                 | -2                                                                                |
| Итого                                                                             | 4                                                                                 | -3                                                                                | 4                                                                                 | -3                                                                                |

## Личная жизнь
Женат на Стефании Аббьяти. Дочь Джулия родилась 30 января 2000 года.
В 2008 году Аббьяти оказался в центре скандала, когда, рассуждая о политике в интервью, назвал себя сторонником фашизма. Позже он уточнил, что разделяет лишь такие постулаты фашизма как «любовь к отечеству» и веру, осуждая нацизм и агрессивную политику Гитлера.